# Kalaké
Kalaké is een gemeente (commune) in de regio Ségou in Mali. De gemeente telt 16.500 inwoners (2009).